# Апостолос Папастамос
Апостолос Папастамос (1 січня 2001) — грецький плавець.
Учасник Олімпійських Ігор 2020 року.
Чемпіон світу з плавання серед юніорів 2019 року.